# Nottrauung
Nottrauung (auch "Notheirat") beschreibt im deutschen Eherecht die Eheschließung wegen lebensgefährlicher Erkrankung eines Eheschließenden ohne abschließende Prüfung der Ehevoraussetzungen durch den Standesbeamten. Beweggründe für eine Nottrauung sind häufig Regelungen der elterlichen Sorge, die Versorgung eines Eheschließenden oder Erbangelegenheiten.

## Voraussetzungen
Es muss durch ärztliches Zeugnis oder auf andere Weise nachgewiesen werden, dass die Eheschließung nicht aufgeschoben werden kann (§ 13 Abs. 3 PStG). Ausnahmsweise brauchen die Eheschließenden nicht die bei Anmeldung der Eheschließung erforderlichen öffentlichen Urkunden zum Nachweis ihres Personenstands, ihres Wohnsitzes oder gewöhnlichen Aufenthalts und ihrer Staatsangehörigkeit vorzulegen (§ 13 Abs. 1, § 12 Abs. 2 PStG). Sie müssen aber glaubhaft machen, dass kein Ehehindernis besteht. 
Ist mit dem Versterben eines Eheschließenden zu rechnen und kann die Eheschließung nicht aufgeschoben werden, darf auf das Verfahren zu Prüfung der Ehevoraussetzungen verzichtet werden. Die fehlenden Dokumente müssen nachgereicht werden, um das Vorliegen von Ehehindernissen nachträglich zu prüfen. Auch die Prüfung der Ehefähigkeit ist nachzuholen.

## Nottrauung und Versorgungsehe
Liegt die Ehedauer bei unter einem Jahr, liegt der Verdacht der Versorgungsehe nah. Hier muss der überlebende Ehegatte im Zweifelsfall beweisen, dass es nicht der alleinige oder überwiegende Zweck der Heirat war, einen Anspruch auf Hinterbliebenenversorgung zu begründen (§ 46 Abs. 2a SGB VI), etwa dass der Entschluss zur Eheschließung bereits vor dem Wissen um die Erkrankung bestand. Es kann für Hinterbliebene schwer sein, den Vorwurf der Versorgungsehe zu widerlegen. Das hessische Landessozialgericht entschied 2006, dass eine Nottrauung keine Witwenrente begründet.